# Малая сумчатая крыса
Малая сумчатая крыса (лат. Phascogale calura) — вид из рода мышевидок семейства хищные сумчатые. Эндемик Австралии.

## Распространение
В прошлом вид был широко распространён на территории всей континентальной части Австралии. В настоящее время встречается только в юго-западной части австралийского штата Западная Австралия. Естественная среда обитания — густые лесистые местности с деревьями видов лат. Allocasuarina huegeliana и лат. Eucalyptus wandoo.

## Внешний вид
Длина тела с головой колеблется от 90 до 125 мм, хвоста — от 120 до 145 мм. Вес варьирует от 37 до 68 г. Верхняя часть хвоста у основания красно-бурого цвета, снизу — чёрного цвета. Кончик хвоста образует кисточку из чёрных волос. Спина сероватая, брюхо — от кремового до белого. Морда заострённая. Уши большие, закруглённые. Имеется первый палец.

## Образ жизни
Проявляют активность ночью, однако изредка охотятся и днём. Спят в небольших дуплах деревьях, однако иногда обустраивают свои гнезда и на земле. Превосходно лазят по деревьям, однако большую часть времени проводят на земле в поисках еды. Основу рациона составляют насекомые, а также небольшие птицы, мелкие млекопитающие.

## Размножение
В отличие от других сумчатых у малых сумчатых крыс отсутствуют полноценные сумки, однако перед рождением у них развиваются защищающие молодняк кожные складки с 8 сосками. Период размножения приходится на май-июнь. Беременность в среднем длится 29 дней. В июне-августе на свет появляется до 8 детёнышей. Самцы вскоре после оплодотворения самки умирают. Молодняк отлучается от груди примерно через 90 дней. Половая зрелость у детёнышей наступает примерно через 330 дней. Максимальная продолжительность жизни в неволе — 4,7 года.